# Ivan Pelizzoli
Ivan Pelizzoli (ur. 18 listopada 1980 w Bergamo) – piłkarz włoski grający na pozycji bramkarza.

## Kariera klubowa
Pelizzoli pochodzi z Bergamo i tam też rozpoczął piłkarską karierę w Atalancie. Do kadry pierwszego zespołu został włączony już w 1997 roku, ale przez 2 lata nie zaliczył debiutu w Serie A i na sezon 1999/2000 został wypożyczony do trzecioligowej Triestiny. Tam spędził rok i już na sezon 2000/2001 wrócił do Atalanty, w której stał się pierwszym bramkarzem. W Serie A Ivan zadebiutował 5 listopada 2000 w zremisowanym 3:3 meczu z A.C. Milan. Z Atalantą zajął wysokie 7. miejsce w lidze i określono go wtedy jednym z największych bramkarskich talentów we Włoszech.
W 2001 roku Pelizzoli za 1,5 miliona euro trafił do ówczesnego mistrza Włoch, AS Roma. Do rzymskiego klubu ściągnął go sam Fabio Capello, jednak Ivan był tylko rezerwowym dla Francesco Antoniolego i w Serie A rozegrał zaledwie 5 meczów oraz dołożył 2 spotkania w rozgrywkach Ligi Mistrzów. Z Romą w 2002 roku wywalczył wicemistrzostwo kraju. W sezonie 2002/2003 Pelizzoli bronił na przemian z Antoniolim, ale Roma spisała się słabo zajmując 8. pozycję w lidze. W sezonie 2003/2004 to już Pelizzoli był pierwszym bramkarzem klubu, z którym po raz drugi w karierze został wicemistrzem Włoch (Antonioli odszedł wówczas do Sampdorii). W sezonie 2004/2005 Ivan stracił już jednak silną pozycję w klubie i w bramce „giallo-rossich” występował raz on, raz Gianluca Curci, a raz Carlo Zotti, a Roma po raz kolejny rozegrała słaby sezon zajmując 8. miejsce.
W 2005 roku Pelizzoli odszedł do Regginy Calcio, gdy było pewne, że po przyjściu Brazylijczyka Doniego usiądzie na ławce rezerwowych. W Regginie Pelizzoli spędził sezon 2005/2006, w którym zajął 12. miejsce w lidze, a także rundę jesienną sezonu 2006/2007. W Regginie swój debiut zaliczył 28 sierpnia 2005 w przegranym 0:3 meczu z Romą.
W styczniu 2007 za 3 miliony euro Ivan przeniósł się do rosyjskiego Lokomotiwu Moskwa. W rosyjskiej lidze zadebiutował 18 lipca w meczu z FK Chimki (2:1). W 2007 roku zdobył Puchar Rosji. W sezonie 2009 Pelizzoli grał w rezerwach Lokomotiwu, 31 sierpnia 2009 został wypożyczony do grającego w Serie B AlbinoLeffe, a 26 sierpnia 2010 sprzedany do występującego w Serie A Cagliari Calcio.
| Sezon   | Klub             | Kraj   | Rozgrywki    | Mecze | Bramki |
| ------- | ---------------- | ------ | ------------ | ----- | ------ |
| 1997/98 | Atalanta BC      | Włochy | Serie A      | 0     | 0      |
| 1998/99 | Atalanta BC      | Włochy | Serie B      | 0     | 0      |
| 1999/00 | Triestina        | Włochy | Serie C1     | 23    | 0      |
| 2000/01 | Atalanta BC      | Włochy | Serie A      | 30    | 0      |
| 2001/02 | AS Roma          | Włochy | Serie A      | 5     | 0      |
| 2002/03 | AS Roma          | Włochy | Serie A      | 19    | 0      |
| 2003/04 | AS Roma          | Włochy | Serie A      | 31    | 0      |
| 2004/05 | AS Roma          | Włochy | Serie A      | 17    | 0      |
| 2005/06 | Reggina          | Włochy | Serie A      | 20    | 0      |
| 2006/07 | Reggina          | Włochy | Serie A      | 21    | 0      |
| 2007    | Lokomotiw Moskwa | Rosja  | Premier Liga | 12    | 0      |
| 2008    | Lokomotiw Moskwa | Rosja  | Premier Liga | 8     | 0      |
| 2009    | Lokomotiw Moskwa | Rosja  | Premier Liga | 0     | 0      |
| 2009/10 | AlbinoLeffe      | Włochy | Serie B      | 23    | 0      |
| 2010/11 | Cagliari Calcio  | Włochy | Serie A      |       |        |

## Kariera reprezentacyjna
Pelizzoli ma za sobą występy w młodzieżowych reprezentacjach Włoch U-17 i U-21. W 2004 roku wziął udział z olimpijską kadrą w Letnich Igrzyskach Olimpijskich w Atenach, na których był pierwszym bramkarzem, wystąpił we wszystkich meczach i przywiózł brązowy medal z tej imprezy. W pierwszej reprezentacji Włoch zadebiutował 30 kwietnia 2003 w wygranym 2:1 towarzyskim meczu ze Szwajcarią.